# Quảng Lộc, Quảng Xương
Quảng Lộc là một xã thuộc huyện Quảng Xương, tỉnh Thanh Hóa, Việt Nam.

## Địa giới hành chính
Xã Quảng Lộc nằm ở phía đông nam của huyện Quảng Xương.
- Phía đông giáp xã Quảng Thái.
- Phía nam giáp xã Tiên Trang.
- Phía tây giáp các xã Tiên Trang và Quảng Bình.
- Phía bắc giáp xã Quảng Lưu.

## Lịch sử hành chính
Vùng đất thuộc xã Quảng Lộc ngày nay, vào đầu thế kỉ 19 thuộc tổng Thủ Hộ, huyện Quảng Xương, phủ Tĩnh Gia, nội trấn Thanh Hóa.
Sau năm 1945, thuộc xã Hồng Lạc, huyện Quảng Xương. Năm 1948, các xã Diên Hồng, Hồng Lạc và Sào Nam sáp nhập thành xã Quảng Lộc, tên gọi Quảng Lộc xuất hiện từ đây. Năm 1954, một phần lãnh thổ xã Quảng Lộc được tách ra để lập các xã Quảng Thái, Quảng Lợi, Quảng Lĩnh, Quảng Lưu và một phần xã Quảng Thạch.
Xã Quảng Lộc gồm các làng: 
- Làng Triều Công: đầu thế kỉ 19 là thôn Triều Công thuộc xã Thủ Hộ, tổng Thủ Hộ; thời Đồng Khánh (cuối thế kỉ 19) đổi tổng Thủ Hộ thành tổng Thủ Chính. Năm 1952 được chia thành ba xóm là Triều Tây, Triều Tiên và Triều Thắng; năm 1961 chia thành sáu xóm là Tây Nam, Tây Bắc, Phúc Đông, Tích Thành, Thắng Tây và Phúc Trung; năm 1992 lập thành các thôn 1A, 1B và 2.
- Làng Lê Hương: đầu thế kỉ 19 là thôn Lê Xá thuộc xã Thủ Hộ; sau năm 1945 đổi là Lê Hương, gồm các xóm Đông, Đình và Thọ. Năm 1959 được chia thành sáu xóm là Hương Đông, Hương Tây, Hương Đình, Hương Nam, Hương Trung và Hương Đồng;; năm 1992 lập thành các thôn 3, 4 và 5.
- Làng Nga My: đầu thế kỉ 19 là thôn Nga My thuộc xã Cam Bầu, tổng Thủ Hộ; thời Đồng Khánh đổi thành xã Cam Biều, tổng Thủ Chính. Trước năm 1992 gồm các xóm Nga Đông, Nga Trung và Nga Nam; năm 1992 lập thành các thôn 6, 7 và 8.
- Làng Linh Lung: tên nôm là làng Lưn, đầu thế kỉ 19 là thôn Linh Lung thuộc xã Cam Bầu. Trước năm 1992 gồm các xóm Linh Bắc, Linh Tây và Linh Nam.